# Josef Steidle
Josef Steidle (* 24. Februar 1908 in St. Georgen, Kreis Tettnang; † 20. Juni 1938 in der Strafanstalt Plötzensee, Berlin) war ein deutscher KPD-Funktionär, Widerstandskämpfer gegen den Nationalsozialismus sowie ein Opfer der NS-Justiz.

## Leben und Tätigkeit
Steidle trat 1930 in die Kommunistische Partei Deutschlands (KPD) ein, in der er zunächst Aufgaben als Stadtteilkassierer übernahm. 1932 hielt er sich zur Teilnahme an einem politischen Fortbildungslehrgang an der Schule der Komintern in Moskau auf. Nach seiner Rückkehr nach Deutschland wurde er Orgleiter des Antimilitaristischen Apparates (AM-Apparates), dem militärischen Nachrichtendienst der KPD in Württemberg.
Nach dem Machtantritt der Nationalsozialisten betätigte Steidle sich in der kommunistischen Untergrundbewegung in Deutschland. Am 14. Juni 1933 wurde er beim Versuch, sich mit dem KPD-Funktionär Wilhelm Kox zu treffen, verhaftet, aber im Dezember 1933 wieder freigelassen.
Seit Anfang 1934 war Steidle in der Bezirksleitung Württemberg der verbotenen KPD tätig, in der er in Anknüpfung an seine frühere Tätigkeit die Leitung der Militärpolitischen Abteilung (bzw. des AM-Apparates) übernahm. In dieser Eigenschaft beteiligte er sich in den Jahren 1934 und 1935 an der Sammlung von Informationen über die zu dieser Zeit anlaufende militärische Aufrüstung des NS-Staates. Zu diesem Zweck warb er unter anderem Arbeiter, die in Rüstungsbetrieben tätig waren, als Zuträger an. Diese entwendeten Unterlagen über die Rüstungspläne und -aktivitäten des Regimes oder gaben Beobachtungen und Informationen, die sie an ihren Arbeitsstätten über diese machen konnten, an Steidle weiter. Dieser leitete die so gewonnenen Materialien und Kenntnisse im Zusammenspiel mit dem Polleiter der Württembergischen Bezirksleitung Stefan Lovasz an ausländische Zellen der KPD bzw. die Komintern weiter. So informierten Steidle und Lovasz die ausländischen KPD/Komintern-Stellen z. B. über die Produktion von Kampfflugzeugen in den Dornier-Werken in Friedrichshafen und über den Bau einer unterirdischen Munitionsanstalt des Heeres in Scheuen bei Celle.
Nachdem Steidles Tätigkeit durch einen Verrat aufgeflogen war, wurde er am 5. Dezember 1935 von der Geheimen Staatspolizei verhaftet. Nach längerer Untersuchungshaft wurde er schließlich zusammen mit Lovasz sowie der in seinem Nachrichtendienst tätigen Studentin Liselotte Herrmann und seinem Informanten Artur Göritz wegen Vorbereitung zum Hochverrat (Lovasz) beziehungsweise Landesverrat in Tateinheit mit Vorbereitung zum Hochverrat (Steidle, Herrmann, Göritz) vor dem 2. Senat des Volksgerichtshofs angeklagt. Der Prozess fand vom 8. bis 12. Juni 1937 in Stuttgart statt, wohin der Senat eigens für diesen Prozess reiste. Das Gericht, das die Tätigkeit der Angeklagten als Rüstungsspionage für die Sowjetunion wertete, befand diese für schuldig und verurteilte sie zum Tode.
Steidle wurde am 20. Juni 1938 auf dem Hof der Strafanstalt Berlin-Plötzensee durch Scharfrichter Friedrich Hehr hingerichtet.